# Nissan S130
La Nissan S130 è il nome in codice di progetto che designa un'autovettura sportiva prodotta dalla casa automobilistica giapponese Nissan Motor e venduta con il marchio Nissan sul mercato giapponese come Nissan 280ZX e a marchio Datsun nel resto del mondo con i nomi di Datsun 280ZX, Nissan Fairlady Z e Nissan Fairlady 280Z. 
Costruita dal 1978 al 1983, rimpiazzò la Nissan S30 alla fine del 1978. La 280ZX venne premiata nel 1979 dalla rivista Motor Trend come "auto d'importazione dell'anno" nel 1979. La 280ZX fu sostituita dalla Nissan 300ZX nel 1984. Della vettura sono stati prodotti più di 414 000 esemplari.
Era disponibile in tre versioni: coupé a due posti secchi, con configurazione 2+2 e targa con hard top rigido asportabile.

## Profilo e contesto

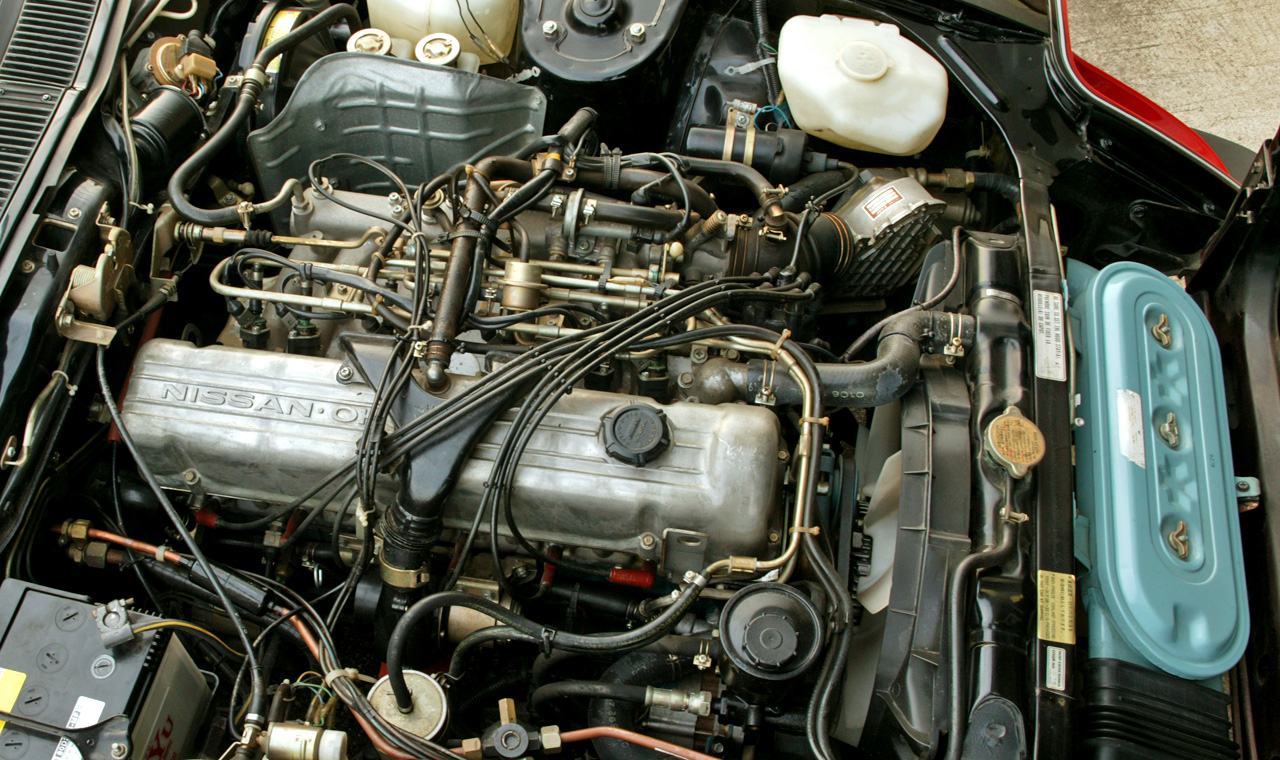
Motore

La 280ZX subì una riprogettazione completa, mantenendo solo il motore a sei cilindri in linea L28 e altri componenti della trasmissione della 280Z. I progettisti Nissan si concentrarono per migliorare il consumo di carburante nella 280ZX, quindi i primi modelli del 1979 con potenza di 135 CV (101 kW) avevano in realtà un'accelerazione più lenta rispetto alla 240Z, in gran parte a causa dell'aumento di peso e delle marce più lunghe. Questo deficit di prestazioni fu risolto con l'arrivo della 280ZX Turbo nel 1981.

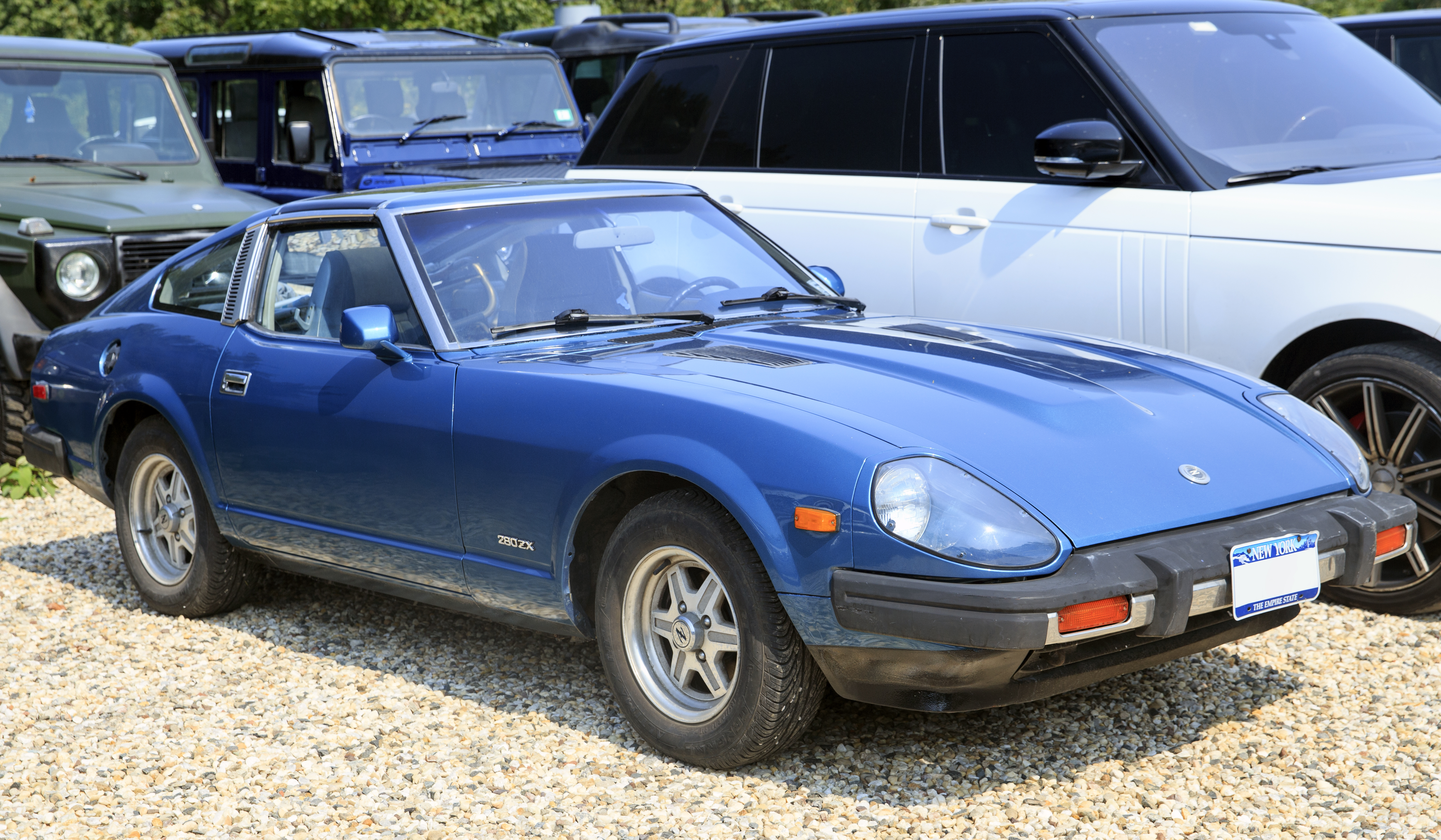
Versione a due posti

Era disponibile sia in configurazione a due che a quattro posti (2+2). Rispetto ai modelli precedenti che era più sportivi, la 280ZX era molto più comoda e pesante, con meno attenzione alla guida e più al comfort, con sospensioni più morbide, migliorie all'isolamento acustico, sedili più comodi e un ampio equipaggiamento di serie. Le emissioni e l'aerodinamica furono notevolmente migliorati rispetto alla vecchia generazione. Il design esterno era evolutivo, meno arrotondato e con paraurti ad assorbimento d'urto integrati. Molte parti, compreso l'asse posteriore e il servosterzo, provenivano dalla berlina Datsun 810. La maggior parte degli sforzi di progettazione vennero dedicato agli interni completamente diversi e molto più moderni.L'auto divenne una gran turismo piuttosto che un'auto sportiva.

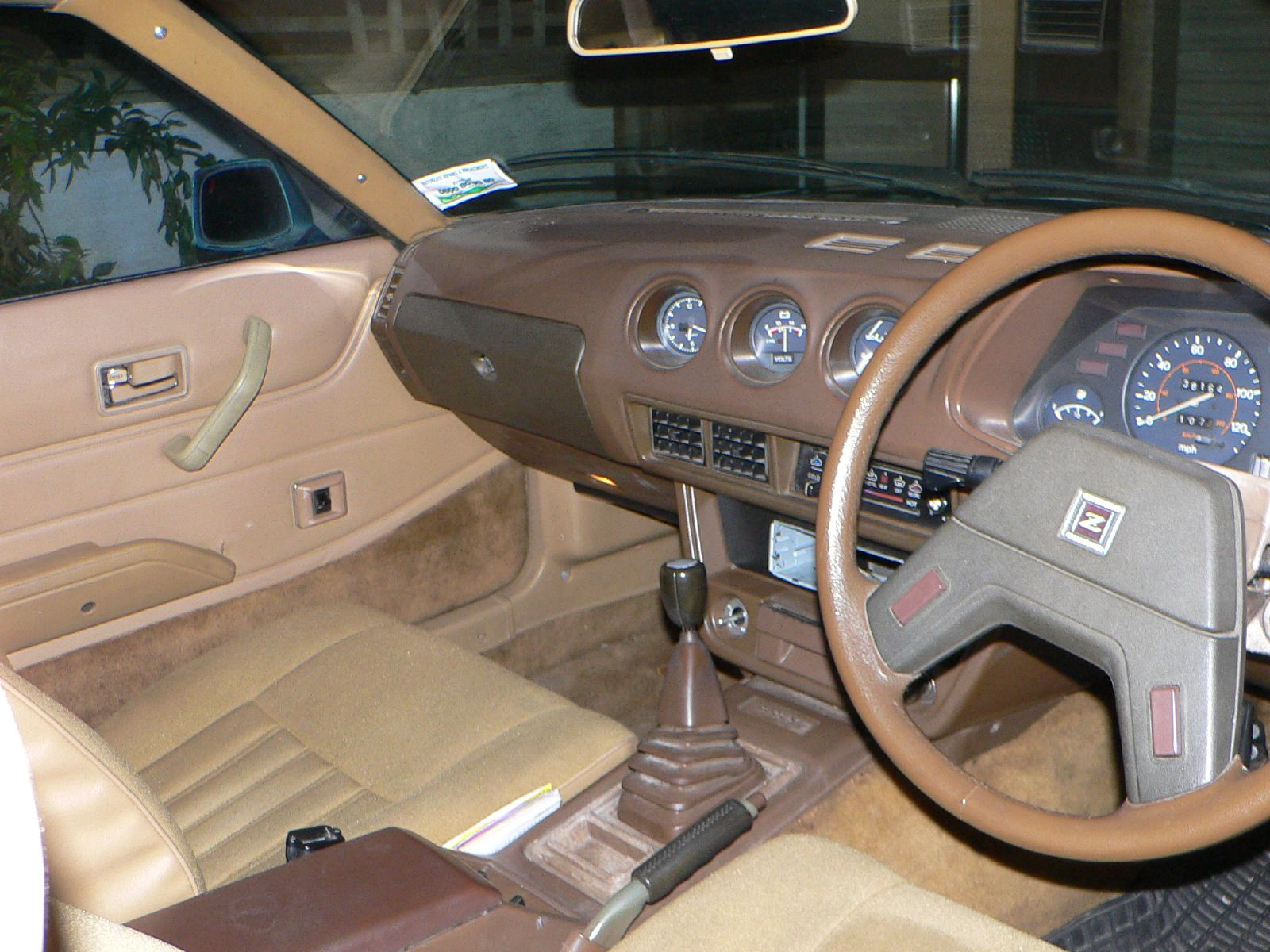
Interni

La 280ZX adottava sospensioni simili a quelle della contemporanea Bluebird 910, con montanti MacPherson all'anteriore e sospensioni indipendenti a bracci oscillanti al posteriore. Il passo era aumentato passando da 2304 mm a 2319 mm per la due posti.
La carrozzeria della 280ZX venne riprogettata focalizzandosi sull'aerodinamica. Chiudendo la griglia anteriore e attraverso altri miglioramenti ottenuti dai test nella galleria del vento, il coefficiente di resistenza venne ridotto da 0,467 a 0,385. Inoltre aveva un baricentro più basso e una distribuzione del peso quasi 50/50 sia nella versione a due posti che in quella 2+2. La parte posteriore dell'auto venne allungata per ospitare un serbatoio del carburante più grande da 80 litri.
Lo sterzo venne modificato: la 280ZX inizialmente offriva uno sterzo a pignone e cremagliera non assistito o uno sterzo a ricircolo di sfere derivato dalla Datsun 810 con servoassistenza. Un nuovo pignone e cremagliera servoassistito sostituì il sistema di sterzo a ricircolo di sfere per la versione turbo nel 1981, diventando disponibile sui modelli aspirati l'anno successivo.